# Meadow View Addition
Meadow View Addition è un census-designated place (CDP) degli Stati Uniti d'America, situato nello stato della Dakota del sud, nella contea di Minnehaha. Secondo il censimento del 2020 gli abitanti di Meadow View Addition ammontavano a 531.